# このろくでなしの愛
『このろくでなしの愛』（このろくでなしのあい、原題：이 죽일놈의 사랑）は、2005年10月31日から12月20日まで毎週月曜日と火曜日にKBS2で毎回約1時間全16回にわたって放送された韓国のテレビドラマ。前年2004年に放送されて韓国で熱狂的なファンを生み出した『ごめん、愛してる』を書いた脚本家イ・ギョンヒが次に書いた連続テレビドラマで、ピとシン・ミナが主演した恋愛劇。
兄が植物状態になったのはスター女優チャ・ウンソクのせいだと思ったカン・ボックは復讐のためにボディーガードになってウンソクに近づく。ウンソクはボックと恋するようになる。放送開始から視聴者の評価は2分され、好悪の分かれる作品になったが、2006年に開催された第42回百想芸術大賞のテレビ部門で本作によってキム・ギュテが新人演出賞を受賞した。

## 登場人物
カン・ボック
演 - ピ
格闘技選手。ウンソクのボディーガードになる。
チャ・ウンソク
演 - シン・ミナ
人気女優。
ハン・ダジョン
演 - キム・サラン
ボックに片思いしている。
キム・ジュンソン
演 - イ・ギウ
財閥の後継者。
カン・ミング
演 - キム・ヨンジェ
ボックの兄。
パク・ミスク
演 - キム・デジン
ボックのルームメイト。
チェ・ミソン
演 - カン・レヨン
ウンソクのルームメイトでコーディネーター。
チャ・ドゥヨン
演 - パク・インファン
ウンソクの父。
パク・チャギョン
演 - ユ・ヘリ
ウンソクの継母。
チャ・ジェソク
演 - イ・ミニョク
ウンソクの兄弟。
チャ・ユナ
演 - キム・ソンヒ
ウンソクの姉妹。
テチュン
演 - チ・サンニョル
道場の館長。
ソンジン
演 - ユ・ジェグン
ウンソクのロードマネージャー。